# Parlamentswahl in Abchasien 2007
Die Parlamentswahl in Abchasien 2007 fand im März des Jahres statt.
Die Wahl der Abgeordneten der Volksversammlung der Republik Abchasien wurde nach dem Prinzip des Mehrheitswahlrechts durchgeführt. Insgesamt traten 108 Kandidaten an. Im ersten Wahlgang am 4. März 2007 wurden 18 von 35 Abgeordneten gewählt. In den 17 weiteren Wahlkreisen war ein zweiter Wahlgang nötig, da kein Kandidat die absolute Stimmenmehrheit erreicht hatte. Die Wahlbeteiligung betrug beim ersten Wahlgang 48 %, beim zweiten Wahlgang 43 %.

## Sitzverteilung
| Partei                                  | Sitze | Position       |
| --------------------------------------- | ----- | -------------- |
| Aitajra („Wiedergeburt“)                | 28    | regierungstreu |
| Amzachara                               | 28    | regierungstreu |
| Einiges Abchasien                       | 28    | regierungstreu |
| Forum der nationalen Einheit Abchasiens | 7     | oppositionell  |
| Kommunistische Partei Abchasiens        | 7     | oppositionell  |
| Kongress der russischen Gemeinschaften  | 7     | oppositionell  |

## Ethnische Zusammensetzung
26 Abgeordnete gehörten der Volksgruppe der Abchasen an, drei Abgeordnete waren Russen, zwei Armenier, zwei Georgier und ein Abgeordneter war Türke.